# Katastralgemeinde Friesach
Die Katastralgemeinde Friesach ist eine von drei Katastralgemeinden der Stadtgemeinde Friesach im Bezirk St. Veit an der Glan in Kärnten. Sie hat eine Fläche von 1.208,14 ha (Stand 31. Dezember 2023).
Die Katastralgemeinde gehört zum Sprengel des Vermessungsamtes Klagenfurt.

## Lage
Die Katastralgemeinde liegt im Norden des politischen Bezirks Sankt Veit an der Glan. Sie umfasst Teile des Friesacher Felds, des Mödringbergzugs, zu dem die Berge südwestlich des Gemeindehauptorts gehören, und des Guttaringer Berglands, zu dem die Berge nordöstlich des Gemeindehauptorts zählen. Die Katastralgemeinde erstreckt sich über eine Höhenlage von 621 Metern an der Gurk bei Grafendorf am Südostrand der Katastralgemeinde bis zu 1135 Metern am Pirkerkogel am Südwestrand der Katastralgemeinde. 
Die Katastralgemeinde Friesach grenzt im Nordwesten an die Katastralgemeinde St. Salvator der Gemeinde Friesach, im Norden und Osten an die ebenfalls zur Gemeinde Friesach gehörende Katastralgemeinde Zeltschach, im Südosten an die Katastralgemeinde Lorenzenberg und im Süden an die Katastralgemeinde Micheldorf, die beide zur Gemeinde Micheldorf gehören, und im Südwesten an die Katastralgemeinde St. Georgen der Gemeinde Straßburg.

## Ortschaften
Jeweils zur Gänze auf dem Gebiet der Katastralgemeinde Friesach befinden sich die Ortschaften Friesach, Dörfl und Olsa. 
Außerdem befinden sich auf dem Gebiet der Katastralgemeinde Friesach der Großteil der Ortschaft Grafendorf und jeweils ein kleiner Teil der Ortschaften Gaisberg, Hartmannsdorf und Judendorf.

## Vermessungsamt-Sprengel
Die Katastralgemeinde Friesach gehört seit 1. Jänner 1998 zum Sprengel des Vermessungsamtes Klagenfurt. Davor war sie Teil des Sprengels des Vermessungsamtes St. Veit an der Glan.

## Geschichte
Ende des 18. Jahrhunderts wurden die Kärntner Steuergemeinden (später: Katastralgemeinden) gebildet und Steuerbezirken zugeordnet. Die Steuergemeinde Friesach war die einzige zum Steuerbezirk Friesach gehörende Steuergemeinde.
Im Zuge der Reformen nach der Revolution 1848/49 wurden die Steuerbezirke aufgelöst und Ortsgemeinden geschaffen. Die Katastralgemeinde Friesach kam an die Gemeinde Friesach. Die Größe der Katastralgemeinde Friesach wurde 1854 mit 2103 Österreichischen Joch und 726 Klaftern angegeben (ca. 1210 ha, nur unwesentlich mehr als die heutige Fläche). Im Jahr 1854 hatte die Katastralgemeinde 1285 Einwohner, im Jahr 1865 waren es 1856. Seit Gründung der Katastralgemeinde gab es nur geringfügige Änderungen ihrer Grenzen, insbesondere im Bereich des sich verändernden Flusslaufs der Gurk.
Die Katastralgemeinde Friesach gehörte ab 1850 zum politischen Bezirk Sankt Veit an der Glan und zum Gerichtsbezirk Friesach. Von 1854 bis 1868 gehörte sie zum Gemischten Bezirk Friesach. 1868 kam sie zum politischen Bezirk Sankt Veit an der Glan, zu dem sie bis heute gehört. Was die Gerichtsbarkeit betrifft, kam sie 1868 zum Gerichtsbezirk Friesach; seit dessen Auflösung 1978 gehört sie zum Gerichtsbezirk Sankt Veit an der Glan.